# Hydrogen 2 Oxygen
Hydrogen 2 Oxygen (water) is het derde studioalbum van Tone Ghost Ether. Het is opgenomen in hetzelfde tijdsvak als de eerste twee albums, maar bevat andere muziek. Met name de percussie, al dan niet elektronische voortgebracht, heeft een veel groter betekenis hier dan op de vorige albums. De muziek klinkt daardoor veel jazzier. Plaats van opname was Potomac Falls in Virginia. 

## Musici
- Kit Watkins – synthesizers3
- Brad Allen – gitaar
- John Tlusty - elektronica

## Muziek
Geheel geïmproviseerd

| Nr. | Titel              | Duur  |
| --- | ------------------ | ----- |
| 1.  | Ming Ling Cat      | 4:56  |
| 2.  | Lizard trail envy  | 5:05  |
| 3.  | Yan can kook       | 7:32  |
| 4.  | Weasel gromet cage | 2:28  |
| 5.  | Slink balm way     | 13:23 |
| 6.  | Wide wah world     | 11:56 |
| 7.  | Hydrogen 2 Oxygen  | 11:04 |